# Дики
Окръг Дики (на английски: Dickey County) е окръг в щата Северна Дакота, Съединени американски щати. Площта му е 2958 km², а населението - 4861 души (2017). Административен център е град Елъндейл.